# Бухта Мелководная (Японское море)
Бухта Мелководная — бухта на юго-восточном побережье Приморского края, в Лазовском районе, в 2 км от устья реки Киевка. Западный и восточный берега бухты преимущественно возвышенные и скалистые, а северный берег низкий и окаймлён узким песчаным пляжем. Протяжённость береговой линии (без островов) — 6,3 км.
На западном берегу бухты лежит озеро, отделенное от бухты косой и соединенное с ней протокой. Озеро лагунного типа, вода в нём горько-солёная. Скалистые мысы и возвышенные участки берегов бухты на расстоянии до 0,9 кбт от береговой линии окаймлены камнями и осыхающими рифами.
Бухта Мелководная делится на западную и восточную части островком Раздельный, лежащим почти посредине входа в бухту, и рифом, простирающимся от него к середине северного берега бухты.
Глубины во входе в бухту 10—15 м; по направлению к северному берегу бухты они постепенно уменьшаются. Грунт в бухте преимущественно песок, местами камень и ракушка.
В январе и феврале в бухте Мелководная происходит образование заберегов и появляется шуга и сало, которые северными ветрами выносятся в море.
В северо-восточной оконечности бухты существовало поселение Мелководное, ныне нежилое.